# Guberevci
Guberevci (cyr. Губеревци) – wieś w Serbii, w okręgu morawickim, w gminie Lučani. W 2011 roku liczyła 610 mieszkańców.